# Thrudvangar
Thrudvangar (Þrúðvangr в переводе с норв. — «Поля Силы» или Трудхейм — место, где живёт Тор) — немецкая метал-группа из города Кётен, играющая викинг-метал.
Творчество группы связано с тематикой скандинавской мифологии, викингов и северной природой.
За свою карьеру группа выпустила четыре студийных альбома. На сегодняшний день последним студийным альбомом группы является альбом Durch Blut Und Eis, который был выпущен 29 июня 2010 года на лейбле Einheit Produktionen.

## История
Группа была основана в 1998 году, но нынешнее название появилось в 2000 году.
В 2002 выпустила CD с 5 песнями.
Начиная с 2005 года, выступает на Ragnarök-Festival.

## Дискография
- 2003 — Demo
- 2004 — Ahnenthron (переиздание 2006 Einheit Produktionen)
- 2006 — Walhall (Einheit Produktionen)
- 2007 — Zwischen Asgard und Midgard (Einheit Produktionen)
- 2008 — Nomans Land/Thrudvangar (сплит с группой Nomans Land, лимитированное издание; Einheit Produktionen)
- 2010 — Durch Blut Und Eis (Einheit Produktionen)

## Состав
- Matze — вокал
- Kanne — гитара
- Christian — гитара
- Günther — бас
- Andreas — клавиши
- Torsten — Ударные